# コングレス未来学会議
『コングレス未来学会議』（コングレスみらいがくかいぎ、ヘブライ語: כנס העתידנים、英題：The Congress）は2013年のイスラエル・フランス合作のSF映画。原作はスタニスワフ・レムの『泰平ヨンの未来学会議』、監督はアリ・フォルマン、主演はロビン・ライト。
2013年5月16日、第66回カンヌ国際映画祭の監督週間部門でプレミア上映された。

## ストーリー
難病の息子を抱えつつ女優業を続けているロビン・ライトは、大手映画会社・ミラマウントと「俳優の絶頂期の姿をスキャンしてデジタルデータ化し、多くの映画にそのデータを用いる」という契約を結び、芸能界を引退する。
その20年後、ミラマウント社は、グループ会社のミラマウント=ナカザキが開発した薬物により誰でも彼女になれるようにするという契約をロビンに結ばせようとする。

## キャスト
- ロビン・ライト - ロビン・ライト： 女優。自らのデジタルデータを提供して大金を得る代償として女優活動を禁じられる。
- アル - ハーヴェイ・カイテル： ロビンの代理人で養父且つ親友。
- ドクター・ベイカー - ポール・ジアマッティ
- アーロン・ライト - コディ・スミット＝マクフィー ： ロビンの息子。アッシャー症候群患者。旅客機と衝突させるための巨大な凧を作るのに熱中。
- ディラン・トゥルーリナー - ジョン・ハム： ミラマウント社でロビン・ライトのアニメーション制作部門の部長を務める男性。
- ジェフ・グリーン - ダニー・ヒューストン： ハリウッドの映画製作会社ミラマウントCEO。
- サラ・ライト - サミ・ゲイル
- スティーヴ - マイケル・スタール＝デヴィッド（英語版）

## 公開
今作は2013年5月16日、第66回カンヌ国際映画祭・監督週間のオープニング作品としてプレミア上映された。日本では2015年3月22日、 東京アニメアワードフェスティバル2015の招待作品として上映されているほか、同年6月20日より新宿シネマカリテなど全国の映画館で順次公開される。